# Mazgirt
Mazgirt est une ville et un district de la province de Tunceli dans la région de l'Anatolie orientale en Turquie.